# ويلبر داير
ويلبر داير (بالإنجليزية: Wilbur Dyer) هو سياسي أمريكي، ولد في 6 أبريل 1907، وتوفي في 22 يناير 1985. حزبياً، نشط في الحزب الديمقراطي. وقد انتخب عضو مجلس نواب لويزيانا.